# Biharugrai-halastavak
Biharugrai-halastavak är sjöar i Ungern. De ligger i provinsen Békés, i den centrala delen av landet, 130 km sydost om huvudstaden Budapest. Biharugrai-halastavak ligger 81 meter över havet. Arean är 0,72 kvadratkilometer.